# Josefine Amann-Weinlich
Josefine Amann-Weinlich, ou Joséphine Amann, née le 2 août 1848 à Dechtice ou à Vienne et morte le 9 janvier 1887 à Lisbonne, est une pianiste, compositrice et cheffe d'orchestre autrichienne.
Elle a fondé et dirigé le premier orchestre féminin d'Europe.

## Biographie
Elle est la fille de Franz Weinlich, qui s'est installée à Vienne comme fabricant de rubans, et de son épouse Josepha. Elle reçoit des leçons de musique de son père, et apprend le violon et le piano. Son père été intégré à une société de chant folklorique et, à partir de 1865, elle accompagne les chanteurs au piano dans les restaurants de Vienne,.
Josefine Amann-Weinlich publie un grand nombre de pièces pour piano.

### LeNeue Wiener Damen-Orchester
En 1868, elle forme à Vienne un quatuor dans lequel elle joue du piano et sa sœur Elise du violoncelle. L'ensemble se produit d'abord en privé, puis, avec deux musiciens supplémentaires, il se produit en août 1868 dans la Dreher'sche Bierhalle (salle de bière) de l'Ungargasse, à Vienne, sous le nom du Das neue Wiener Damen-Orchester (Le nouvel orchestre des dames viennoises),. Il est dirigé par Josefine Amann-Weinlich depuis le piano,. La musique jouée comprenait des ouvertures de concert, de la musique de la famille Strauss et ses propres compositions,. L'ensemble, également appelé « Josefine Weinlich's Damenkapelle » (l'orchestre des dames de Josefine Weinlich), donne d'autres représentations à Vienne,. L'orchestre s'agrandit et, en 1869, donne des concerts dans d'autres villes européennes,. En 1871, il effectue une tournée aux États-Unis et, en 1872, il se produit à Saint-Pétersbourg,. Josefine Amann-Weinlich épouse en 1870 Ebo Fortunatus von Amann, qui est agent de concert et, après leur mariage, dirige les tournées de l'orchestre.

### Le premier orchestre européen féminin
En mai 1873, Das Erste Europäische Damenorchester, dirigé par Josefine Amann-Weinlich, donne son premier concert au Musikverein de Vienne. L'orchestre est composé de quarante musiciens : 33 femmes et 7 hommes jouant des cuivres. Au cours de l'été, l'orchestre donne des concerts en soirée à l'occasion de l'exposition universelle de 1873 à Vienne. Au cours des mois suivants, l'orchestre se rend à Dresde, Leipzig, Berlin et Paris, puis joue en Italie et en Angleterre,. Un critique écrit dans The Musical Standard en 1873 : « Mme Amann Weinlich représente le type parfait de la grande prêtresse du monde musical. Son regard est global, son bras vigoureux... »,. En 1876, l'orchestre se produit en Scandinavie, aux Pays-Bas et en Allemagne. L'orchestre se dissout par la suite,.